# 交尾 (小説)
『交尾』（こうび）は、梶井基次郎の短編小説。「その一」「その二」の2話から成る。夜の物干し台から見えた猫の抱擁や、渓の瀬で鳴く河鹿の可憐な求愛行動を題材にした随想的短編で、初出掲載当時に多くの作家から絶賛された作品である。猫の方は大阪阿倍野の実家、河鹿の方は伊豆湯ヶ島での体験である。死が間近に迫り、幸福な結婚も望めなくなった基次郎の性（生）に対する郷愁が垣間見られる作品でもある。堺の水族館で目にしたすっぽんの交尾を題材にした「その三」も書かれたが、基次郎の死により未完の遺稿となった。

## 発表経過
1931年（昭和6年）1月1日発行の同人誌『作品』1月号に掲載された。その後、同年5月15日に武蔵野書院より刊行の作品集『檸檬』に収録された。同書には他に17編の短編が収録されている。
翻訳版は、Robert Allan Ulmer、Stephen Dodd訳による英語（英題：Mating）、Christine Kodama訳によるフランス語（仏題：Accouplements）で出版されている。

## あらすじ

### その一
人々が寝静まっている或る夜、病身の「私」は熱で火照って眼が冴え、物干し場に出ていた。頭上の星空には光を瞬間消す蝙蝠が何匹か飛んでいる。物干し場からは家の裏横手の路地が見下ろせ、近所の家々はまるで港に舫った無数の廻船のようにぎっしりと詰まり、「私」の家と同じように半ば朽ちかけた物干し場が各々にある。
「私」は一瞬、マックス・ペヒシュタインの絵「市に嘆けるクリスト」を思い出し、今自分がいる場がゲッセマネのような気もした。静かな町並みから、魚屋の男の力ない咳がかすかに聞こえてくる。「私」はそれを気の毒に思いながら、自分の咳も他人にあんなふうに聞えるのかと客観的に耳をすませる。この貧乏な町では、病院に行く金もなく、つい最近まで働く姿を見かけた人が葬儀車で運ばれることもあった。
夜の路地にはしきりに白っぽい猫が往来していた。この町は犬を飼うような余裕の家はなく、商売人は皆、鼠を捕る猫を飼っている。我が物顔の猫たちはいつもブールヴァール（並木道）を闊歩する貴婦人のように悠然と歩き、市役所の測量士のように辻から辻へと走り抜けていた。
「私」はふと、2匹の白猫が眼下の路地で寝転んで抱き合っているのを見て驚く。2匹は通常の猫の交尾の恰好ではなく、お互いが柔らかく噛み合い、前肢で突っ張り合いをしていた。それは不思議に艶めかしく、こんな可愛らしい猫の有様を「私」は今まで見たことがなかった。絡み合っている2匹は、「私」に男女の痴態を幻想させた。
そこへ路地の端の方から夜警が杖の音を響かせながらやって来た。いつもなら「私」は、夜警が見えると、注意されるのが嫌で家の中へ引っこむの常だったが、この時は夜警がどうするのか見たくて、物干し場にずっと留まっていた。夜警は猫に気づくと、しばらくそれを眺めていた。
猫たちは夜警が2、3歩近づくと、くるりと首をそちらへ振り向けるが、まだ抱き合っていた。「私」は夜警の行動の方に興味をそそられた。夜警は杖をあえて猫の間近でついて見せ、2匹は一目散に別々の方向に分れて逃げてしまった。それを見送った夜警は、物干し場の「私」には全く気づかないまま、いつものようにつまらなさそうに杖を鳴らして立ち去っていった。

### その二
「私」は渓の瀬で鳴く河鹿の様子を観察するため、瀬の際まで神速に近づき、後はひたすらじっと「俺は石だぞ」と念じて微動だせずに身をひそめる。そうすると、一度は隠れた河鹿が、また水の中や石の蔭から恐る恐る顔を出し、再び鳴声をあげ求愛のアンコールが始まる。
そんな時「私」は、芥川龍之介の『河童』のように、「河鹿の世界」に入ったかのような気分になり、緩やかな瀬の流れを見つめる河鹿の顔が、南画の河童や漁師のような点景人物そっくりに見えたりした。河鹿の前の流れが急に早くなった瞬間、河鹿と同化していた「私」もまた、その「天地の孤客」たる自分を感じた。
それより前に一度、「私」は河鹿を1匹捕まえて、硝子で蓋をした桶に入れて観察しようとしたが、河鹿は自然の状態にはならずに、「私」が見ていると隠れたままであった。「私」が河鹿のことを忘れ読書に熱中し、ふと身体を動かすと、「チャプン」と河鹿の隠れる音がした。「私」の方が河鹿に自然な姿を見られてしまった。桶では自然観察は不可能と知った「私」は翌日桶を開け、河鹿を障子窓から逃がした。
ある日、河鹿の鳴き声が「私」のいる宿の街道までよく聞こえてきた。「私」は街道から杉林を抜け、いつもの瀬に下りて行った。渓向うの木立では1羽の瑠璃が美しく囀っていた。河鹿たちの音楽のような鳴く声は、「私」の足音で一旦やむが、例のごとく石のように「私」がじっと蹲っていると、やがて元のように瀬音と共に鳴声を響かせた。
この地球で初めて「声」を持ったのは石炭紀の両棲類だと知る「私」は、これが地球に響いた最初の生の合唱だと壮烈に感じながら、河鹿の鳴声を心震わす感動的な音楽として聴く。ある1匹の雄が一尺（約30センチ）ほど離れた石の蔭にいる雌に向って咽喉を震わせ烈しい音楽を奏でていた。雌の方は、雄の声に受け答えをするかのように、「ゲ・ゲ」と満足げに呑気に鳴いた。
雄は突然激しい鳴き声を止め、すぐさま石を下りて雌に向って水を渡っていった。その可憐な風情に「私」はこれまでにない大きな感動を覚えた。河鹿の彼が「ギョ・ギョ・ギョ・ギョ」と鳴きながら泳いでいく様は、人間の幼子が母親を見つけて、甘えて泣きに泣きながら駆けよって行く時と何ら変わらず、一心で可憐な求愛だった。
やがて2匹は爽やかな清流の中で交尾するが、その痴情の美しさよりも、雄が水を渡っていく時の可憐さには敵わないと「私」は感じ、世にも美しいものを見た感動で、しばらく河鹿の合唱の中に没していた。

## 登場人物
［その一］
私
貧しい庶民が暮らす町にいる。肺病を患い身体が火照り安眠できず、妄想から逃れるために時々、夜中に物干し場に出て夜露にあたる。この町では少し前にセキセイインコを飼うのが流行ったが、増えすぎて怪我人まで出たことがあった。その生き残りのインコの数匹が煤で黒くなり、夜中に「私」の隣家の物干し場にガサゴソと棲息している。「私」は梶井基次郎本人。
魚屋
肺病を患い、商売も辛くなっている。2階の下宿人から、病院で診てもらうように勧められるが、病気の咳ではないと言い張って隠そうとしている。
夜警
杖を持って夜の町を見廻っている。昼間は葬儀屋を営む陰気な感じのする男。夜に雨戸が開いた物干し場にいるところを、この夜警に見つかると注意されるので、「私」は夜警が廻ってくるといつも家の中に引っ込む。
［その二］
私
渓谷の川沿いにある温泉地の旅館に滞在している。瀬から聞こえてくる河鹿の鳴声に興味を持ち観察に行く。梶井基次郎本人。

## 作品背景
※梶井基次郎の作品や随筆・書簡内からの文章の引用は〈　〉にしています（論者や評者の論文からの引用部との区別のため）。

### 生活に対する愛着
1930年（昭和5年）8月に、大阪市住吉区王子町2丁目44番地（現・阿倍野区王子町2丁目14番地12号）の実家で『闇の絵巻』を書き終わった梶井基次郎は、9月初めに兵庫県川辺郡伊丹町堀越町26（現・伊丹市清水町2丁目）の兄・謙一の家に戻った（詳細は闇の絵巻#発熱の中の本稿を参照）。その後9月28日に、兄一家の転居に伴い、川辺郡稲野村大字千僧小字池ノ上（現・伊丹市千僧池西）に移った。
この人里離れた千僧の家の隣には猪名野山安楽院という寺があり、周辺は苺や桃、蜜柑などの果物畑が多い田舎であった。住友電線製造所（現・住友電気工業）に勤めていたエンジニアの兄・謙一の無線交信に適し、家賃も安く、500坪の広い敷地には離れ家もあった。その8畳と6畳部屋の離れに基次郎は母・ヒサと落ちついた。南側に縁側があり、ヒサは敷地内で胡瓜や茄子を植え、基次郎を世話していた。
この頃、友人の淀野隆三は同人誌『詩・現実』の編集作業と共に「日本プロレタリア科学研究所」に勤務していたが、基次郎は淀野のこの時期の評論作品の観念的な〈固苦しい言葉　紋切型の言葉〉について苦言を呈し、プロレタリア文学やロシアの小説に比して平俗で日常的に見えてしまう身辺生活の題材を蔑ろにしてはいけないことを説き、〈生活に対する愛着〉の大切さを語っている。
また同時期、辻野久憲が淀野隆三から「自己を打ち明けて語れ」と言われたことに承服できずに、自然主義の写実尊重が私小説の行き詰まりとなったと反論したのに対して、基次郎は〈紋切型〉だと指摘し、ルソーの『告白録』に連なる島崎藤村の懺悔の系譜、西欧のリアリズムの客観的・虚構的手法、俳諧写生文の系譜などを考慮せずに〈一様に〉混同する辻野に異議を唱え、〈船腹にこびりついた　たくさんのカキ殻〉を削り落として、〈自分の経験したことを表現する文学の正道〉に向ってほしいと説いている。
ふだん基次郎は友情に厚く気遣いがあったが、こと文学に関しては親しい友人の作品でも容赦なく批評し、〈交遊のたしなみ〉を越えても、言いにくい苦言を呈することも辞さなかった。そして、この〈生活に対する愛着〉や〈自分の経験したことを表現する文学の正道〉を基次郎自身も目指し、『交尾』に取り組んでいた。
結核の発熱に抑える解熱剤の連用もあり、胃炎にもなっていた基次郎は大分痩せて衰弱していた。そのため、大阪府立北野中学校（現・大阪府立北野高等学校）時代以来の友人・宇賀康の結婚式にも出席できないほどだったが、千僧の家で養生しながら〈この秋中〉に、〈天下茶屋の生活〉を題材にした〈僕のその日暮しの生活をそのまゝ書くつもりだ〉と意欲を見せていた。
しかし、〈この秋中〉に書かれた『交尾』は短い作品になり、「その一」で少し描かれた実家の人々の見聞は、次に発表される『のんきな患者』の中で主題として描写されることになり、この時には完成に至らなかった。

### 題材

#### 大阪の阿倍野王子町
『交尾』の執筆からさかのぼること約2年前、梶井基次郎は、1928年（昭和3年）8月頃から、結核による呼吸困難がひどくなり、9月に東京を離れ、大阪市住吉区阿倍野町99番地〈町名変更前〉（現・阿倍野区王子町2丁目14番地12号）の実家に戻って養生生活を送っていた（詳細は梶井基次郎#帝大中退後――大阪帰郷へを参照）。『交尾』の「その一」では、この住吉区阿倍野王子町の家の物干し場から見たものが描かれている。
その小さな王子町では、基次郎と同じように結核を患う人々が多く、貧しい暮しの中で病院にも通えないままに死んでゆく者がほとんどであった。この阿倍野町で結核を患う人々の挿話の数々は、本格的な小説を志した遺作『のんきな患者』の題材にもなり、より具体的に描かれている。
この下町では猫が日常的に路地に散見され、基次郎の実家でも放し飼いで飼っていた。作中で、〈今彼等が突張つてゐる前肢の――それで人の胸を突張るときの可愛い力やを思ひ出した〉と書かれているように、実家にいた時には、基次郎自身も猫と戯れることが多かった（詳細は愛撫 (小説)#猫との生活を参照）。

#### 湯ヶ島の猫越川
『交尾』の執筆からさかのぼること約3年半前、梶井基次郎は転地療養のため伊豆湯ヶ島の世古の滝の「湯川屋」に滞在していた。そこは狩野川の支流・猫越川の崖沿いにあり、基次郎は毎日のように付近を散策し、山の窪地の陽だまりで雲を眺めたり、杉林の中の山道を歩いたり、自然の動植物や風景を観察していた。
音楽好きで耳のよい基次郎は、当初は宿の側を流れる渓流の音を非常に喧しく思い、〈多勢の小学校の生徒が種んな歌を歌つてゐる声を立ててゐる〉のように聞こえて仕方なく、〈小学唱歌ならいゝが、鴨緑江や一本松をやるときには実にたまらぬ〉と、日暮れに聞くその音が自身の気分と相まって〈悲しく力一杯なもの〉に感じていた。
また、渓谷にいる種々の鳥たちの囀りが増し、花々も咲いて春めいてくると楽しい気持になってくるが、渓流の音に混じって聞こえてくる河鹿の鳴声を〈悲しい〉ものとして聞き興味をそそられている。
そして初夏になり河鹿の鳴声が激しくなると、河鹿の交尾の様子を観察している。この河鹿の話は、夏に湯ヶ島を訪れた丸山薫も聞いていたという。

### 遺稿「その三」
『交尾』には未完の「その三」があり、基次郎の生前に発表されることはなく遺稿として終わった。内容は、1929年（昭和4年）の夏に堺の水族館（堺水族館）で目にしたすっぽんの交尾を題材にしたもので、それを1人だけで観察したい「私」と、交尾に気づいて興味を示す他の見物客の様子が綴られている。
1930年（昭和5年）12月14日に淀野隆三がチーズやバター、アスパラガスを持って見舞いに来て1泊した時に「その一」と「その二」の原稿を見せた時に「その三」のすっぽんの話も身振り手振りで面白おかしく語って聞かせ、晩秋に訪れた丸山薫にも「その三」の未完原稿を読み聞かせていた。

### 「作品」への寄稿
基次郎は『交尾』の「その一」「その二」を1930年（昭和5年）12月に擱筆した後、原稿を淀野隆三に託して、作品社の雑誌『作品』宛てに郵送してもらった。これは基次郎の強い意向によるものであった。
自身の同人誌『詩・現実』にこの原稿がほしかった淀野は拐帯したい誘惑を抑えて、基次郎の意向通りに大阪中央郵便局から深夜の航空便で送った。のちに淀野はこのいきさつを『作品』の主宰編集者・小野松二に語り、小野は基次郎が小さな雑誌にそこまで肩入れしてくれたことに感激した。雑誌『作品』は、小林秀雄、今日出海、深田久弥、井伏鱒二、永井龍男らが同人になっていた。
なお、基次郎は淀野がこの泊りがけで見舞いに来た時、2人で家の周辺を散歩しながら、「東京の横光はどうや」と聞き、文壇で活躍していた3歳年上の横光利一の動向を気にかけ、ライバル視していたようだったという。

### 尾崎士郎の「河鹿」
湯ヶ島滞在中の1927年（昭和2年）6月頃、基次郎はその地にやって来た尾崎士郎や宇野千代らと知り合い親しく交流した（詳細は梶井基次郎#宇野千代をめぐってを参照）。尾崎は基次郎から河鹿の交尾の話を聞いたことをヒントにしたと思われる描写を取り入れた『河鹿』という短編を9月に発表した。その作品は夫婦の倦怠を描いたもので、この頃すでに尾崎と千代の夫婦仲は冷えていた。
その後、尾崎と基次郎は千代を巡って仲違いして絶交状態が長く続いていたが、基次郎の『交尾』を読んだ尾崎がこれを讃辞し、湯ヶ島で基次郎の河鹿の話を元に先に自分が『河鹿』を書いたことで、後書きの『交尾』が逆にその借用になるかもしれないと基次郎が危惧しているのではないかと気づかう内容と推察される葉書を送ってきた。基次郎もそのことへの思い煩いの気分が晴れて励まされた。
基次郎は尾崎が前年暮に発表した『鳴沢先生』を読み、その〈澄み透つた文章〉に〈山間に水晶の水を汲む〉ような気持になったことを伝え、〈私は自分の書くものにも　このやうな澄明があるべきことを信じ　また実際あればよいがと思つたことでした〉と、自作への思いも語っている。
この尾崎士郎への返信には、千僧の家の庭先で正月2日に兄・謙一に撮ってもらった写真を同封していた。機械に詳しい兄は、当時最新の外国製のカメラを持っていた。基次郎はメリヤス肌着の上に、細かい縦縞の紬の着物と、上には羽織を身に着け、庭に出した籐椅子に座って被写体となった。この写真が基次郎の最晩年の貴重な肖像写真となった。

## 作品評価・研究
※梶井基次郎の作品や随筆・書簡内からの文章の引用は〈　〉にしています（論者や評者の論文からの引用部との区別のため）。
『交尾』は、前作の『闇の絵巻』に引き続き初出掲載当時から評判がよく、多くの作家から高評価された。今日でも名作短編としてアンソロジー収録で取り上げられることが多い。作品研究としては、他の梶井文学と同様に、見る者と、見られる対象との関係を軸にした論考が中心となっている。
菱山修三は、三好達治がきちんと座して『交尾』を読みながら、「比類のない美しい笑い方」をしていたのを見て、それを「神の笑い」と感じ、辻野久憲も『交尾』に感銘を受け、先輩の石田孝太郎宅を訪問した際に、これについて賞讃し合い、基次郎への尊敬の念が深まったという。
井伏鱒二は、永井龍男や今日出海から『交尾』を傑作だと勧められ早速読み、「実によかつた。水際だつてゐる」、「真に神わざの小説」と賞讃し、「河鹿の鳴く声や谷川の水音は私の骨髄に徹してまことに恍惚なる限りであつた。言葉では捕捉できない絶対の無限。かういふ快楽は煩悩具足のわれ等一生のうちに、さうたびたび感得できるものではない」と評している。
大谷晃一は、「性は、生そのものとつながっている」として、「河鹿の交尾をながめる基次郎のなかに、幸福な結婚の夢を断たれようとしている青年の、性へのノスタルジアがある」と解説している。また、基次郎が1つの木立に1羽しか居ないという縄張り意識の強い瑠璃の鳴声に惹かれ、作中で〈ニシビラへ行けばニシビラの瑠璃、セコノタキへ来ればセコノタキの瑠璃〉と口ずさむ場面には、この時に世古の滝の「湯川屋」にいた基次郎が、西平の「湯本館」にいる川端康成から作品への反応がまだ何も得られていなかった時の微妙な気持が反映されているとして、敬愛する先輩だと川端を思いつつも「あの人はあの人、おれはおれだ」という深層心理が垣間見られると考察している。
藤村猛は、多くの論者が指摘されているように、〈私〉という人物が「（病気により）生から死へ移動させられる途中の旅人」として捉えることができるとし、「その一」では朽ちかけた破船の乗客のように港を眺め、その夜の世界は死と生が交錯していると解説している。そして、〈私〉と〈猫〉と〈夜警〉の3者間の関係について、〈私〉が〈涯しのない快楽〉を〈紡ぎ出すこと〉を可能にするために、夜警や猫の目に寄り添い、自身も夜警に「見られる」ことも半ば期待している節があるとして、「劇場化」による「見る」という行為の「重層化」が潜在し、「快楽は独奏からシンフォニーとなり、立体化して持続する」と考察している。
また藤村は、五十嵐誠毅が〈夜警〉の葬儀屋という職業から「死の代理人」のイメージを指摘したことを敷衍し、「死神」のイメージが垣間見える夜警と、「生」の象徴である猫たちとの対決に、「キリスト」（生と死の両方に介在する立場）の〈私〉という構図を見て、〈私〉がその対決に「ドラマ」を期待していたとして、前述の「劇場化による自己解放の快楽」の背後に、「キリストを想う〈私〉に訪れる生きることへの悲しみ」が複合的にあると考察している。そして「その二」の河鹿では、基次郎が淀野隆三への書簡で伝えていた〈グロテスク〉さが回避され、「自然との一体化」が計られ「新しい感動的な世界」が展開されているとしている。
柏倉康夫は、「その二」で、夜警が〈私〉に気づかずに立ち去ったことは、「〈私〉の存在を希薄なものにし、ついいましがた味わった生の恍惚をあやふやなものにしてしまう」としながらも、もしも夜警が〈私〉の存在に気づいたならば、〈私〉の「精神の高揚」は、「見られることで客体化され、その事実が保障される一方で、他人と分有されることで通俗的なものに堕す危険があった」としている。そして、そのいずれに〈私〉の気持ちが傾くかという命題は、遺稿となった「その三」において、鼈の交尾を見つめる〈私〉と、水槽の前に来る見物客への関心に移行する〈私〉の心の変化を描こうとしていることから、ここで基次郎はその命題を検証しようとしていたと考察している。

## おもな収録刊行本

### 単行本
- 『檸檬』（武蔵野書院、1931年5月15日） 
  - 題字：梶井基次郎。四六判。厚紙装。機械函。総271頁
  - 収録作品：「檸檬」「城のある町にて」「泥濘」「路上」「過去」「雪後」「ある心の風景」「Kの昇天―或はKの溺死」「冬の日」「櫻の樹の下には」「器楽的幻覚」「筧の話」「蒼穹」「冬の蠅」「ある崖上の感情」「愛撫」「闇の絵巻」「交尾」
- 『檸檬 梶井基次郎創作集』（武蔵野書院・稲光堂書店、1933年12月1日） 
  - 四六判。ボール紙函。総271頁
  - 収録作品：「檸檬」「城のある町にて」「泥濘」「路上」「過去」「雪後」「ある心の風景」「Kの昇天」「冬の日」「櫻の樹の下には」「器楽的幻覚」「筧の話」「蒼穹」「冬の蝿」「ある崖上の感情」「愛撫」「闇の絵巻」「交尾」
- 『城のある町にて』〈創元選書33〉（創元社、1939年11月29日） 
  - 編集・あとがき：三好達治。四六判。薄紙装。紙カバー。総304頁
  - 収録作品：「檸檬」「城のある町にて」「泥濘」「路上」「過去」「雪後」「ある心の風景」「Kの昇天」「冬の日」「櫻の樹の下には」「器楽的幻覚」「蒼穹」「筧の話」「冬の蝿」「ある崖上の感情」「愛撫」「闇の絵巻」「交尾」「のんきな患者」
- 『檸檬』（十字屋書店、1940年12月20日）
  - 四六判。厚紙装。紙カバー。総271頁
  - 収録作品：「檸檬」「城のある町にて」「泥濘」「路上」「過去」「雪後」「ある心の風景」「Kの昇天」「冬の日」「櫻の樹の下には」「器楽的幻覚」「筧の話」「蒼穹」「冬の蝿」「ある崖上の感情」「愛撫」「闇の絵巻」「交尾」
- 『梶井基次郎集』（新潮文庫、1950年11月25日。改版1967年12月10日、2003年10月30日）ISBN 978-4101096018
  - カバー装幀：船坂芳助。A6判。仮製本。紙カバー
  - 解説：淀野隆三
  - 収録作品：「檸檬」「城のある町にて」「泥濘」「路上」「橡の花」「過古」「雪後」「ある心の風景」「Kの昇天」「冬の日」「桜の樹の下には」「器楽的幻覚」「蒼穹」「筧の話」「冬の蝿」「ある崖上の感情」「愛撫」「闇の絵巻」「交尾」「のんきな患者」
  - ※1967年12月の改版より『檸檬』と改題。
- 『檸檬・冬の日 他九篇』（岩波文庫、1954年4月25日。改版1985年6月）ISBN 978-4003108710
  - 装幀：精興社。A6判。仮製本。紙カバー
  - 解説：佐々木基一。淀野隆三「本書の校訂について」。略年譜。
  - 収録作品：「檸檬」「城のある町にて」「ある心の風景」「冬の日」「筧の話」「冬の蝿」「闇の絵巻」「交尾」「のんきな患者」「瀬山の話」「温泉」
- 『檸檬・ある心の風景 他二十篇』（旺文社文庫、1972年12月10日） ISBN 978-4010611241
  - 挿絵：石岡瑛子。A6判。仮製本。カバー
  - 解説：石川弘。付録：坂上弘「季節感について」。平林英子「思い出は遙かに」
  - 収録作品：「檸檬」「城のある町にて」「泥濘」「路上」「過古」「雪後」「ある心の風景」「Kの昇天」「冬の日」「蒼穹」「筧の話」「冬の蝿」「ある崖上の感情」「櫻の樹の下には」「愛撫」「闇の絵巻」「交尾」「のんきな患者」「闇の書」「海」「温泉」
- 復刻版『檸檬』（日本近代文学館、1974年9月20日）
  - ※ 精選名著複刻全集シリーズ。収録作品は初版と同じ。
- 『ザ・基次郎――梶井基次郎全作品全一冊』（第三書館、1985年10月15日） ISBN 978-4807485109
  - 菊判。仮装本
  - 収録作品：
    - 〔小説〕：「檸檬」「城のある町にて」「泥濘」「路上」「橡の花」「過古」「雪後」「ある心の風景」「Kの昇天」「冬の日」「桜の樹の下には」「器楽的幻覚」「蒼穹」「筧の話」「冬の蝿」「ある崖上の感情」「愛撫」「闇の絵巻」「交尾」「のんきな患者」
    - 〔遺稿・習作〕：「母親」「奎吉」「矛盾の樣な真実」「『檸檬』を挿話とする断片」「夕凪橋の狸」「太郎と街」「瀬山の話」「犬を売る露店」「雪の日」「家」「栗鼠は籠にはいつてゐる」「闇への書」「闇の書」「雲」「奇妙な手品師」「猫」「琴を持つた乞食と舞踏人形」「海」「籔熊亭」「温泉」「貧しい生活より」「不幸」「卑怯者」「大蒜」「鼠」「カッフェー・ラーヴェン」「瀬戸内海の夜」「汽車」「凧」「河岸」「攀じ登る男」「薬」「交尾」「詩」「彷徨」「帰宅前後」「小さき良心」「裸像を盗む男」
    - 〔批評・感想〕：「青空同人印象記」「川端康成第四短篇集「心中」を主題とせるヴァリエイション」「六号記」「『新潮』十月新人号小説評」「『青空語』への感想」「『亞』の回想」「『戦旗』『文藝戦線』七月号創作評」「『青空』のことなど」「詩集『戦争』」「『親近』と『拒絶』」
    - 〔日記、書簡〕：日記、書簡
- 英文版『The youth of things : life and death in the age of Kajii Motojirō』（University of Hawaii Pres、2014年2月） ISBN 978-0824838409
  - 翻訳：Stephen Dodd
  - 収録作品：檸檬（Lemon）、泥濘（Mire）、路上（On the Road）、過古（The past）、雪後（After the Snow）、ある心の風景（Landscapes of the Heart）、Kの昇天（The Ascension of K, or K's Drowning）、冬の日（Winter Days）、櫻の樹の下には（Under the Cherry Trees）、器楽的幻覚（Instrumental Illusions）、筧の話（The Story of the Bamboo Pipe）、蒼穹（Blue Sky）、冬の蝿（Winter Flies）、ある崖上の感情（Certain Feelings on a Cliff Top）、愛撫（Caress）、闇の絵巻（Scroll of Darkness）、交尾（Mating）、のんきな患者（The Carefree Patient）

### 全集
- 『梶井基次郎全集上巻』（六蜂書房、1934年3月24日） - 限定500部
  - 装幀：清水蓼作。染色者：梅原勝次郎。菊判変型厚・紙装。紙函。口絵写真：梶井基次郎（大正13年3月）、梶井基次郎筆蹟「温泉」原稿
  - 付録：淀野隆三・中谷孝雄「編集者の詞」
  - 収録作品：「母親」「奎吉」「矛盾の樣な真実」「『檸檬』を挿話とする断片」「夕凪橋の狸」「太郎と街」「瀬山の話」「犬を売る露店」「檸檬」「城のある町にて」「泥濘」「路上」「雪の日」「橡の花」「家」「過去」「雪後」「ある心の風景」「Kの昇天―或はKの溺死」「冬の日」「栗鼠は籠にはいつてゐる」「櫻の樹の下には」「器楽的幻覚」「闇への書」「蒼穹」「筧の話」「雲」「冬の蝿」「奇妙な手品師」「ある崖上の感情」「猫」「愛撫」「闇の絵巻」「琴を持つた乞食と舞踏人形」「海」「交尾」「籔熊亭」「のんきな患者」「温泉」
- 『梶井基次郎全集全1巻』（ちくま文庫、1986年8月26日）ISBN 978-4480020727
  - 装幀：安野光雅。A6判。仮製本。紙カバー
  - 解説：高橋英夫「存在の一元性を凝視する」。宇野千代「あの梶井基次郎の笑ひ声」
  - 収録作品：「檸檬」「城のある町にて」「泥濘」「路上」「椽の花」「過古」「雪後」「ある心の風景」「Kの昇天」「冬の日」「蒼穹」「筧の話」「器楽的幻覚」「冬の蝿」「ある崖上の感情」「桜の樹の下には」「愛撫」「闇の絵巻」「交尾」「のんきな患者」「詩二つ」「小さき良心」「不幸」「卑怯者」「大蒜」「彷徨」「裸像を盗む男」「鼠」「カッフェー・ラーヴェン」「母親」「奎吉」「矛盾の様な真実」「瀬戸内海の夜」「帰宅前後」「太郎と街」「瀬山の話」「夕凪橋の狸」「貧しい生活より」「犬を売る露店」「冬の日」「汽車 その他」「凧」「河岸 一幕」「攀じ登る男 一幕」「栗鼠は篭にはいっている」「闇の書」「夕焼雲」「奇妙な手品師」「猫」「琴を持った乞食と舞踏人形」「海」「薬」「交尾」「雲」「籔熊亭」「温泉」
- 『梶井基次郎 1901-1932』〈ちくま日本文学全集024〉（ちくま文庫、1992年1月20日）  
  - 装幀：安野光雅。A6判。仮製本。紙カバー
  - 解説：群ようこ「五感の刺激」
  - 収録作品：「檸檬」「鼠」「栗鼠は籠にはいっている」「器楽的幻覚」「愛撫」「桜の樹の下には」「闇の絵巻」「交尾」「Kの昇天」「ある崖上の感情」「母親」「奎吉」「大蒜」「夕凪橋の狸」「城のある町にて」「泥濘」「路上」「橡の花」「過古」「雪後」「ある心の風景」「冬の日」「温泉抄」「蒼穹」「筧の話」「冬の蠅」「のんきな患者」「手紙より」
- 『梶井基次郎全集第1巻 作品・草稿』（筑摩書房、1999年11月） ISBN 978-4480704115
  - 装幀：中山銀士。題簽：梶井基次郎。A5変型判。函入
  - 収録作品：
    - 〔小説〕：「檸檬」「城のある町にて」「泥濘」「路上」「過古」「雪後」「ある心の風景」「Kの昇天」「冬の日」「桜の樹の下には」「器楽的幻覚」「筧の話」「蒼穹」「冬の蝿」「ある崖上の感情」「愛撫」「闇の絵巻」「交尾」「のんきな患者」
    - 〔批評・感想〕：「『新潮』十月新人号小説評」「『亞』の回想」「淺見淵君に就いて」「『戦旗』『文藝戦線』七月号創作評」「『青空』のことなど」「詩集『戦争』」「『親近』と『拒絶』」「講演会 其他」「編集後記（大正15年3月号）」「編集後記（大正15年4月号）」「青空同人印象記」「編集後記（大正15年9月号）」「『青空語』に寄せて」「編集後記（昭和2年1月号）」
    - 〔遺稿・習作・感想〕：「奎吉」「矛盾の樣な真実」「太郎と街」「橡の花――或る私信」「川端康成第四短篇集「心中」を主題とせるヴアリエイシヨン」
    - 〔作文、詩歌・戯曲草稿、断片〕：「秋の曙」「秘やかな楽しみ」「秋の日の下」「愛する少女達」「河岸（一幕）」「永劫回歸」「攀じ登る男（一幕）」「凱歌（一幕）」
    - 〔小説草稿、断片群、草稿〕：「小さき良心」「喧嘩」「鼠」「裸像を盗む男」「不幸」「帰宅前後」「卑怯者」「彷徨」「彷徨の一部発展」「大蒜―水滸伝」「母親」「矛盾の様な真実」「奎吉」「カッフェー・ラーヴェン」「瀬戸内海の夜」
- 『梶井基次郎』〈ちくま日本文学028〉（ちくま文庫、2008年11月10日） ISBN 978-4480425287
  - 装幀：安野光雅。A6判。仮製本。紙カバー
  - 解説：群ようこ「五感の刺激」
  - 収録作品：「檸檬」「鼠」「栗鼠は籠にはいっている」「器楽的幻覚」「愛撫」「桜の樹の下には」「闇の絵巻」「交尾」「Kの昇天」「ある崖上の感情」「母親」「奎吉」「大蒜」「夕凪橋の狸」「城のある町にて」「泥濘」「路上」「橡の花」「過古」「雪後」「ある心の風景」「冬の日」「温泉抄」「蒼穹」「筧の話」「冬の蠅」「のんきな患者」「手紙より」
  - ※1992年1月の〈ちくま日本文学全集024〉と同内容。

### 音声資料
- 『檸檬・交尾／橡の花――NHKカセット「朗読」の時間』（NHKサービスセンター・世界文化社、1987年10月）
  - 朗読：松橋登

### アンソロジー
- 『昭和短篇集――昭和文学全集 第53巻』（角川書店、1955年2月15日）
  - A5判。厚クロス装。機械函
  - 解説：平野謙。付録：年譜
  - 収録作品：安部公房「詩人の生涯」、綱野菊「純一の手紙」、伊藤永之介「鶯」、井上友一郎「受胎」、井上靖「北の駅路」、大田洋子「残醜点々」、織田作之助「競馬」、梶井基次郎「交尾」、片岡鉄兵「綱の上の少女」、嘉村礒多「神前結婚」、川崎長太郎「鳳仙花」、上林暁「聖ヨハネ病院にて」、北原武夫「暗い夜」、久米正雄「父の死」、黒島伝治「二銭銅貨」、今日出海「天皇の帽子」、坂口安吾「白痴」、神西清「垂水」、滝井孝作「積雪」、田中英光「野狐」、田畑修一郎「鳥羽家の子供」、檀一雄「終りの火」、坪田譲治「お化けの世界」、外村繁「無限泡影」、豊島与志雄「道化役」、永井龍男「朝霧」、中村真一郎「三姉妹」、葉山嘉樹「淫売婦」、原民喜「夏の花」、深田久弥「オロッコの娘」、北條民雄「いのちの初夜」、堀田善衛「断層」、牧野信一「鬼涙村」、真船豊「水芭蕉」、丸岡明「コンスタンチア物語」
- 『伊豆――日本の風土記』（宝文館、1959年1月5日）
  - 装画：中川一政。B6判。厚紙装。紙カバー
  - 編集：野田宇太郎。付録：牧録文掲載書詩一覧
  - 収録作品：島崎藤村「熱海紀行」、川端康成「伊豆温泉記」、大槻文彦「復軒旅日記」、ハリス「天城の道」（訳：坂田精一）、村松春水「唐人お吉を語る」、野田宇太郎「伊豆文学散歩」、中川一政「安良里の村」、谷口吉郎「すかんぽ碑」、戸川秋骨「新年に伊豆を想ふ」、杉村楚人冠「伊豆小品」、吉田絃二郎「天城を超ゆ」、小林勇「露伴先生伊豆行」、井伏鱒二・木下宇陀児「天城の猪〈座談会〉」、若山牧水「伊豆紀行」、木下杢太郎「伊豆伊東」、小松原長保「甲申旅日記」、梶井基次郎「交尾」、辻村太郎「伊豆の島山」、上林暁「谷泉記」、井上靖「郷里伊豆」、幸田露伴「昔日の大島」、三浦伊八郎「御蔵島紀行」、横井弘三「島の写生紀行」、石田龍次郎「郷土としての小笠原」
- 『愛慾――日本文学における美と情念の流れ』（現代思潮社、1973年3月31日）
  - 四六判。厚紙装
  - 編集：大久保典夫、笠原伸夫、久保田芳太郎、澁澤龍彦、浜田泰三、森本和夫
  - 解説：久保田芳太郎「魂と性の乞い」。山田清市「愛慾」。校注・解題：田中伸
  - 収録作品：樋口一葉「にごりえ」、与謝野晶子「みだれ髪」、近松秋江「雪の日」、田村俊子「誓言」、谷崎潤一郎「富美子の足」、梶井基次郎「交尾」、川崎長太郎「路草」、高見順「虚実」、太宰治「秋風記」、織田作之助「世相」、坂口安吾「白痴」、島尾敏雄「島の果て」、伊勢物語「女の純情――筒井筒の段」「男の真情――恋死蘇生の段」「死味の情熱――恋の冒険の段」、和泉式部「和泉式部日記」、今昔物語「平定文、本院の侍従に懸想せし話」、後深草院二条「とはずがたり」、金春禅竹「定家(謡曲)」、「かまばら（狂言）」、井原西鶴「好色五人女――恋の山源五兵衛物語」、近松門左衛門「曽根崎心中」、上田秋成「春雨物語――死首の笑顔」
- 『近代の短篇小説』（桜楓社、1978年6月20日）
  - 装幀：岩田準一。A5判。仮製本。カバー
  - 編集・解説：越野格、ほか
  - 収録作品：泉鏡花「外科室」、樋口一葉「十三夜」、国木田独歩「号外」、永井荷風「深川の唱」、森鷗外「普請中」、葛西善蔵「哀しき父」、谷崎潤一郎「少年の記憶」、芥川龍之介「羅生門」、広津和郎「崖」、有島武郎「小さき者へ」、志賀直哉「焚火」、徳田秋声「風呂桶」、佐藤春夫「秋立つ」、横光利一「春は馬車に乗って」、梶井基次郎「交尾」、坂口安吾「おみな」、岡本かの子「過去世」、井伏鱒二「へんろう宿」、武田麟太郎「雪の話」、中島敦「名人伝」、太宰治「桜桃」、川端康成「地獄」、大江健三郎「他人の足」、三島由紀夫「百万円煎餅」
- 『動物の謝肉祭――イメージの文学誌』（北宋社、1980年2月25日）
  - A5判。仮製本。口絵：俵屋宗達「白象図杉戸」
  - 監修：澁澤龍彦。付録：澁澤龍彦「序――潜在意識の虎」「あとがき」
  - 収録作品：
    - 〔魚の章〕：室生犀星「魚と公園」、内田百閒「鯉」「東京日記 その1」、井伏鱒二「山椒魚」「鯉」、太宰治「魚服記」、蔵原伸二郎「岩魚」、森茉莉「かの子嫌ひのかの子讃美」
    - 〔虫の章〕：萩原朔太郎「蟻地獄」、内田百閒「山東京伝」、江戸川乱歩「芋虫」、夢野久作「髪切虫」、豊島与志雄「蜘蛛」「白蛾」、安部公房「赤い繭」、島尾敏雄「むかで」、水上勉「蜘蛛飼い」
    - 〔鳥の章〕：夏目漱石「こゝろ」、内田百閒「水鳥」、井伏鱒二「屋根の上のサワン」、澁澤龍彦「幻鳥譚」
    - 〔獣の章〕：北原白秋「白猫」、萩原朔太郎「遺伝」ほか3篇、村山槐多「魔猿伝」、中勘助「ゆめ」、内田百閒「件」「東京日記 6篇」「峯の狼」、梶井基次郎「交尾」、原民喜「暗室」、花田清輝「群猿図」
- 『近代の短篇小説』（桜楓社、1989年9月。おうふう、1995年3月）
  - 編集：近代文学鑑賞会
  - 収録作品：樋口一葉「十三夜」、泉鏡花「親子蕎麦三人客」、国木田独歩「号外」、永井荷風「深川の唱」、森鷗外「普請中」、葛西善蔵「哀しき父」、芥川龍之介「羅生門」、広津和郎「崖」、有島武郎「小さき者へ」、志賀直哉「焚火」、徳田秋声「風呂桶」、佐藤春夫「秋立つ」、宇野浩二「千萬老人」、横光利一「春は馬車に乗って」、梶井基次郎「交尾」、岡本かの子「過去世」、石川淳「マルスの歌」、武田麟太郎「雪の話」、中島敦「名人伝」、坂口安吾「桜の森の満開の下」、太宰治「桜桃」、川端康成「地獄」、大江健三郎「他人の足」、三島由紀夫「百万円煎餅」、吉行淳之介「鳥獣虫魚」
  - ※1978年6月の改訂版。
- 『私の海彦山彦――「光る話」の花束6』（光文社、1989年10月）
  - 編集：立松和平
  - 収録作品：宇江敏勝「炭焼日記」、足立倫行「若き鷹匠の夢」、松山義雄「ばんどり撃ちと月夜」、新川明「与那国島」、本多勝一「カムイエクウチカウシ山」、野嶋知佑「四万十川」、天野礼子「幻の木曽テンカラ」、椎名誠「イソモシリ島」、高村光太郎「山の秋」、湯川豊「渓流乞食」、藤原新也「風の犬」、古井由吉「静こころなく」、井上ひさし「鰻と赤飯」、梅崎春生「庭の眺め」、津島佑子「黙市」、立松和平「手もとの虹」、小松和彦「山岳他界観の２つの位相」、三木卓「風」、富山和子「阿蘇の水を作る話」、梶井基次郎「交尾」、池沢夏樹「最後の一羽」
- 『この愛のゆくえ――ポケットアンソロジー』（岩波文庫、2011年6月16日）
  - カバー装幀：中野達彦。カバー画：マーク・ロスコ「Untitled（Violet, Black, Orange, Yellow, on White and Red）」
  - 編集：中村邦生。解説：中村邦生「アンソロジーの作法――偶感」
  - 収録作品：カルヴィーノ「魔法の庭」（訳：和田忠彦）、チェーホフ「いたずら」（訳：松下裕）、堀辰雄「燃ゆる頰」、ドーデー「星」（訳：桜田佐）、三島由紀夫「雨のなかの噴水」、マンスフィールド「ささやかな愛」（訳：中村邦生）、太宰治「きりぎりす」、チェウ・フアン（Triệu Hoán）「流れ星の光」（訳：加藤栄）、菊池寛「大島が出来る話」、オコナー「国賓」（訳：阿部公彦）、アンデルセン「バラの花の精」（訳：大畑末吉）、宮沢賢治「土神ときつね」、シュトルム「マルテと時計」（訳：立原道造）、梶井基次郎「交尾」、坂口安吾「恋をしに行く」、横光利一「春は馬車に乗って」、ダウスン「十日の菊」（訳：南條竹則）、プラトーノフ「帰還」（訳：原卓也）、岡本かの子「扉の彼方へ」、レッシング「彼」（訳：中村邦生）、芥川龍之介「女体」、アンダーソン「とうもろこしの種まき」（訳：中村邦生）、ギャリ「地球の住人たち」（訳：須藤哲生）、小林多喜二「救援ニュースNo.18.附録」、ユルスナール「源氏の君の最後の恋」（訳：多田智満子）、吉田知子「箱の夫」
- 『獣――文豪ノ怪談ジュニア・セレクション』（汐文社、2016年12月）
  - B6判
  - 編集：東雅夫。絵：中川学
  - 収録作品：中島敦「山月記」、小川未明「牛女」、芥川龍之介「馬の脚」、与謝野晶子「お化うさぎ」、坂口安吾「閑山」、太宰治「尼」、梶井基次郎「交尾」、宮沢賢治「注文の多い料理店」、泉鏡花「蛇くひ」